# Miguel Alemán Magnani
Miguel Alemán Magnani (25 de abril de 1966) es un empresario mexicano que fundó la aerolínea Interjet.

## Biografía
Sus padres son Miguel Alemán Velasco y Christiane Martel. Es licenciado en Derecho.
Desempeñó cargos de dirección en diferentes áreas de Grupo Televisa, como Vicepresidente de Imagen y Desarrollo Tecnológico, Vicepresidente de Imagen Corporativa, Vicepresidente de Promoción, Publicidad y Prensa. Así mismo, fue accionista y Consejero Propietario del Consejo de Administración de Televisa, donde participó en el diseño del plan estratégico de desarrollo de la empresa.

En 1999, creó Grupo Alemán (GALEM), una empresa multisectorial de dimensión internacional de la que es Presidente del Consejo, y cuyas áreas de negocio son transporte aéreo, desarrollo regional e inmobiliario, comunicaciones y entretenimiento, y energía.
 Alemán Magnani también forma parte del Patronato y Comisión Ejecutiva de la Fundación Miguel Alemán, donde preside el Comité de Turismo.
En 2015 fue nombrado "Embajador de Turismo de la Ciudad de México" por la Asamblea Legislativa de la Ciudad de México. El mismo año promovió el rodaje de la película de James Bond Spectre en México, cuyas primeras escenas se filmaron en el centro histórico de la Ciudad de México, mostrando una "Celebración del Día de Muertos".
Alemán ha patrocinado y coproducido varias películas, incluyendo Amores perros, Little Boy y la serie Detrás del Dinero. Está asociado con Metro-Goldwyn-Mayer Studios y creó Gato Grande Productions para producir series, películas y diversas producciones en español.
En julio de 2021, luego de hacer caso omiso al requerimiento de pago de impuestos de su aerolínea Interjet –declarada en quiebra–, la Fiscalía General de la República solicitó su arresto por evasión fiscal.